# Elina Garanča
Elīna Garanča (Riga, 16. rujna 1976.) latvijskaje operna pjevačica, mezzosopran. 
Kći je i učenica Anite Garanče, profesorice na Latvijskoj akademiji za glazbu i Latvijskoj akademiji kulture (to je jedini latvijski studij za obrazovanje glumaca). Otac joj je također bio glazbenik.
Počela je pjevati na Latvijskoj glazbenoj akademiji 1996. godine. Studirala je u Beču i Sjedinjenim Američkim Državama (s Virginijom Zeani). Profesionalnu karijeru započela je u »Südthüringisches Staatstheater« u Meiningenu, kasnije je pjevala u Operi u Frankfurtu. Godine 1999. osvojila je prestižno Međunarodno pjevačko natjecanje Mirjam Helin u Helsinkiju.
Proboj u Elinoj međunarodnoj karijeri dogodio se 2003. godine na Salzburškom festivalu, gdje je nastupila kao Annio u operi W.A. Mozarta »Milost Tita«. Od tada je počela primati prestižne pozive za nastupe, među ostalima, i za nastup u Bečkoj državnoj operi (2004.), u Parizu (2005.) i Metropolitan operi u New York Cityju (2008.), gdje je 2010. godini pjevala naslovnu ulogu u operi »Carmen« Georgesa Bizeta. Gostovala je više puta u koncertnoj dvorani „Vatroslav Lisinski“ u Zagrebu.